# Tejido de la cuelcha

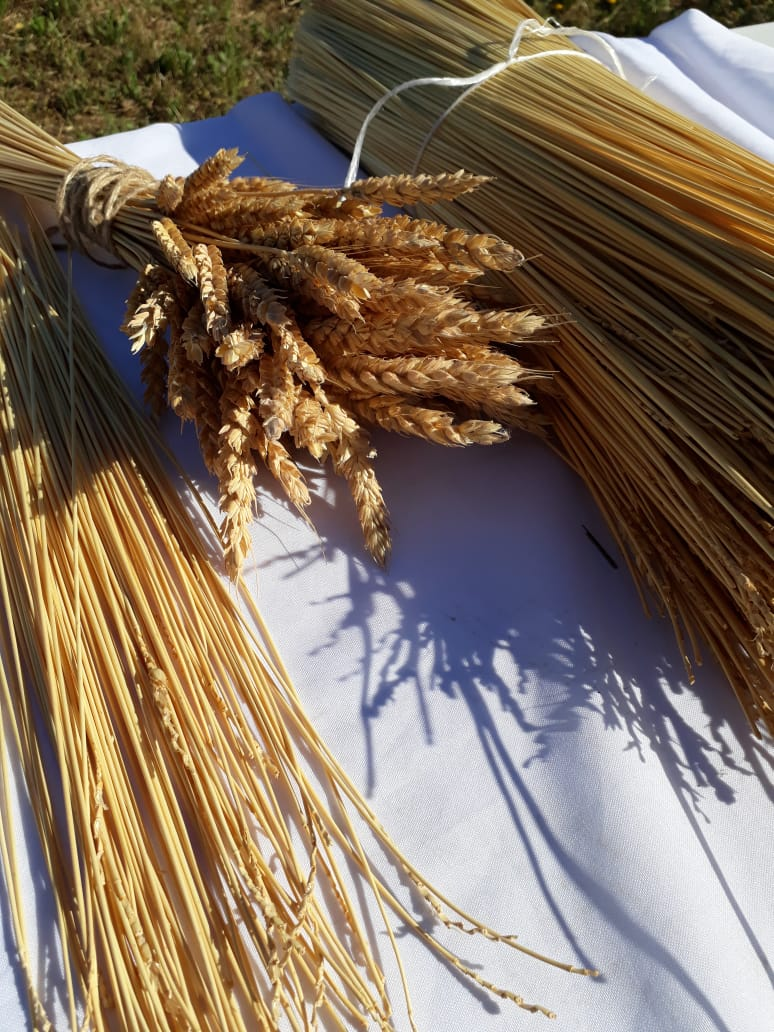
Materia prima para colchar: paja de trigo.

El tejido de la cuelcha o trenzado en fibra de trigo es una actividad realizada principalmente por mujeres que residen en el Valle del Itata, en la región de Ñuble, Chile. La cuelcha es un trenzado realizado con paja de trigo, principalmente de la variante denominada colorado, pero también de variantes como Oregón, Milquinientos, Carrera, Italiano, Milufen, Furfuya y Cebolla. La cuelcha es utilizada como materia prima para construir diferentes elementos, como chupallas, sombreros, individuales, bolsos, cestos, orfebrería, etc.  

## Ubicación

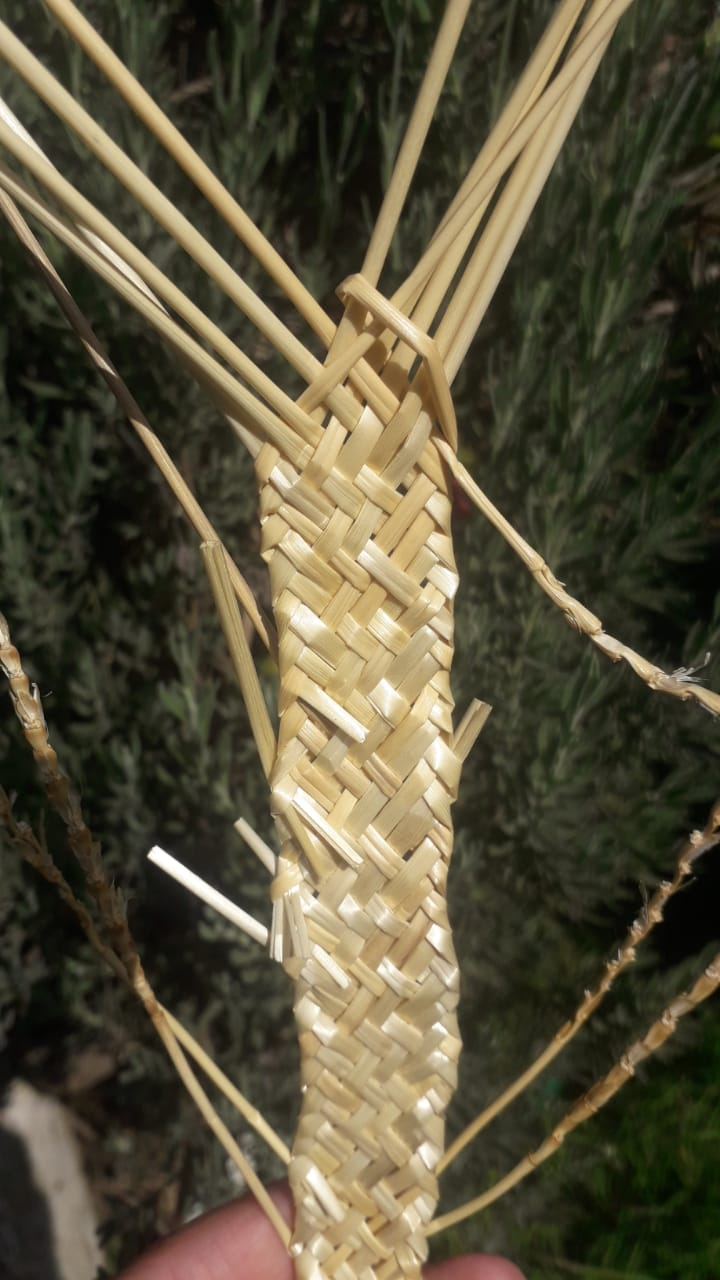
Trenza de Cuelcha con 12 pajas

El Valle del Itata es la denominación que toman los territorios aledaños al río Itata hacia las costas de la región de Ñuble, y desde 1994 es una Denominación de Origen para vinos producidos en la zona, definiendo al área como el territorio correspondiente a las comunas de Portezuelo, Ninhue, Quirihue, San Nicolás, Coelemu, Treguaco, Quillón, Ránquil, Florida, Chillán, Bulnes, San Carlos y Chillán Viejo. 
En este mismo territorio se pueden identificar familias dedicadas al trenzado de cuelcha, donde hombres y mujeres han transmitido el conocimiento de manera intergeneracional mediante la observación en el espacio doméstico.

## Proceso de creación

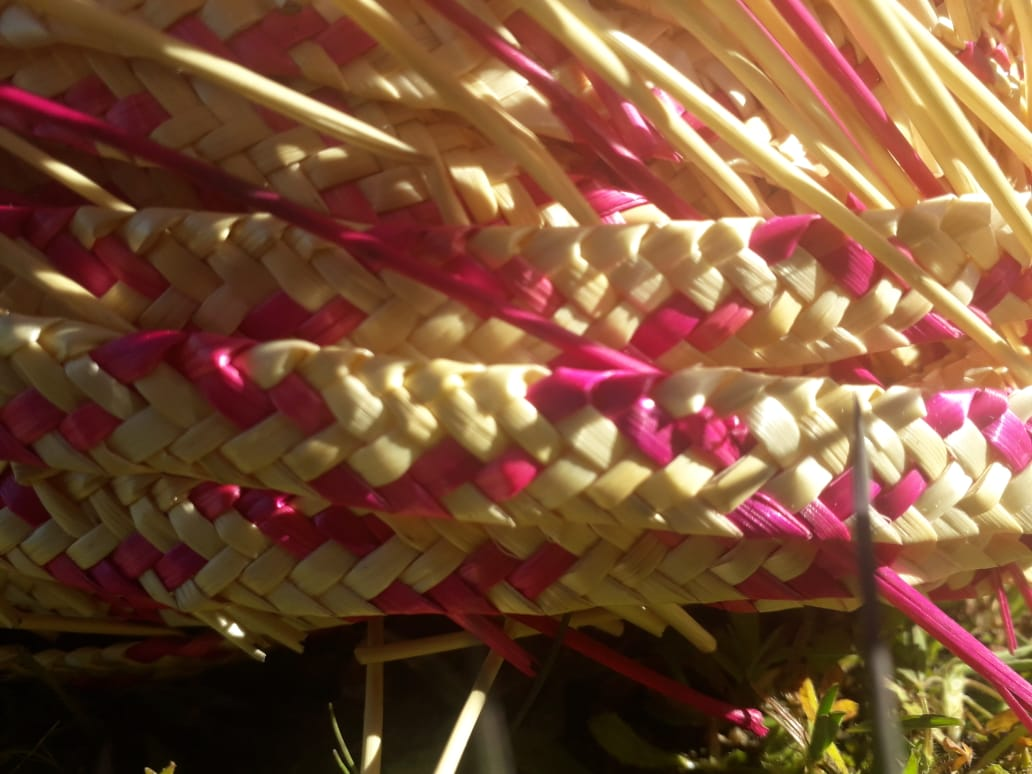
Cuelchas con fibras al natural entrelazadas con otras teñidas con tintes naturales.

Para su desarrollo, se debe pasar por diferentes etapas, en primer término, las relacionadas con el cultivo del trigo, a saber: preparación de la tierra, siembra del trigo, cultivo y cosecha. En un segundo momento, la obtención de la fibra, entre 
otras el engavillado, limpieza, despitonado, apartado, teñido y remojo. 
Finalmente el ejercicio de colchar, que es el trenzado de la fibra de trigo. Se pueden elaborar diferentes tipos de trenzado, esto, según la cantidad de pajas con las que se realiza y también según el tipo de trenzado que se hace. Actualmente, las cultoras dominan técnicas de trenzados en los que se utilizan desde 3 hasta 12 pajas.
"Era mocosa chica cuando aprendí, y solo mirando, porque no me daban ni una pajita; yo recogía las que se les caían a mi mamá y tías, y hacía las mías".
Colchandera Delfina Montecinos, de 93 años.

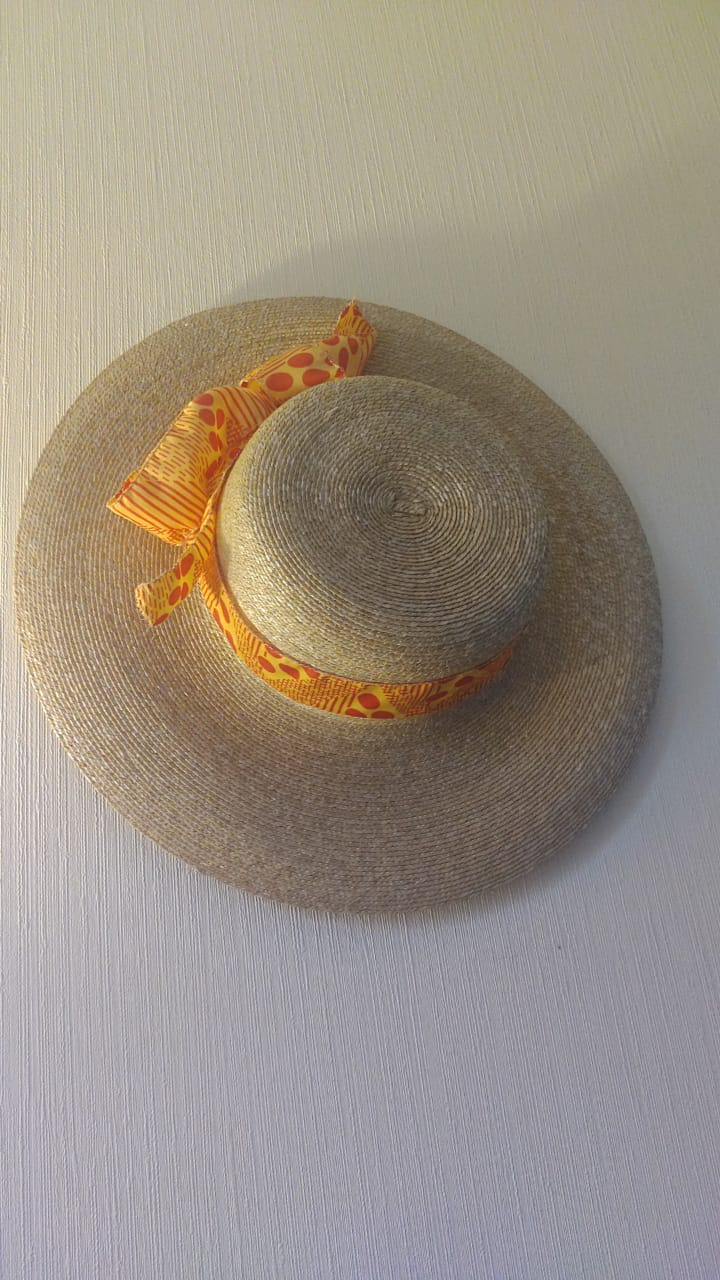
Sombrero construido a partir de trenzas o cuelchas.

## Utensilios y ornamentas
Con las trenzas o cuelchas se construyen o confeccionan diferentes elementos con usos fundamentales desde la colonia chilena, o para ornamentar espacios o vestimentas. Destaca la confección de chupallas, las que son comercializadas en actividades relacionadas con ferias y rodeo chileno. Don Celelmo Toro de 67 años, quien comenzó a los 15 años de edad a fabricar chupallas, siguiendo una tradición familiar expresa que
´´El secreto en la hechura de una chupalla está en saber elegir la paja que se utiliza en la confección de las cuelchas, toda tiene que ser del mismo calibre y las uniones no deben notarse´´ .

## Patrimonio Cultural Inmaterial de Chile
La cuelcha es una práctica que se enmarca dentro del modo de vida campesino que es específico para el secano interior y, como tal, sigue siendo un aporte al sustento de las familias, que otorga independencia económica a las mujeres que lo practican y a la vez es un generador de identidad comunitario y local.
El Sistema de Información para la Gestión del Patrimonio Cultural Inmaterial (SIGPA) de Chile es un servicio que permite el registro de técnicas y tradiciones inmateriales que representan el legado cultural del Chile, a través del registro de artesanos y artesanas, quienes se convierten en elementos de gestión de diversas instancias de la institucionalidad chilena. De este modo, un grupo de artesanas de Treguaco fueron reconocidas como Tesoros Humanos Vivos
de Chile el año 2015, mientras algunos artesanos chupalleros de Ninhue, quienes elaboran sus chupallas con cuelchas, han conseguido el reconocimiento de Denominación de Origen otorgado por INAPI.

## Promoción

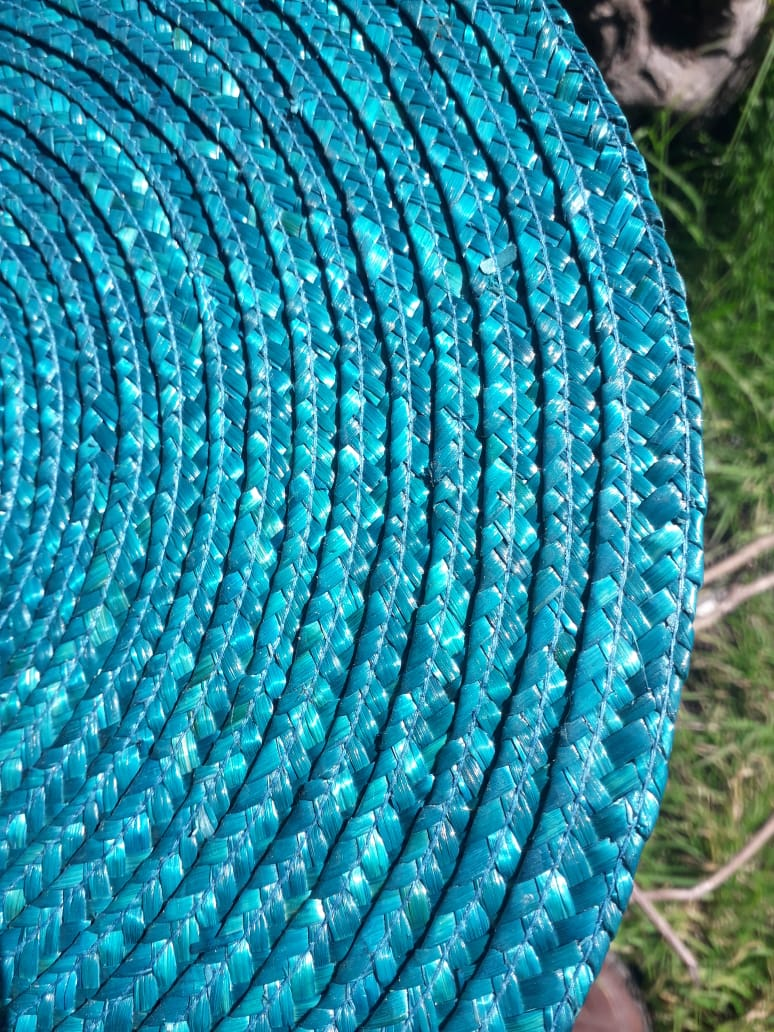
Las trenzas o cuelchas son cosidas para cubrir mayor área.

Para la protección y promoción de la técnica, luego del registro en SIGPA, se realizó un Expediente donde se caracteriza el proceso productivo, creativo y social de la cuelcha. En la actualidad se está diseñando un Plan de Salvaguardia para la técnica, debido a la naturaleza patrimonial del conocimiento, y a la necesidad de preservarlo, debido a que cada vez menos personas aprenden la técnica, poniendo en riesgo su permanencia en el tiempo.

### Poco conocimiento de la técnica.
´´Es un trabajo muy  lindo, uno le toma mucho cariño, a la gente le llama la atención porque no lo conocen, creo estar haciendo un aporte a nuestras tradiciones, me siento muy feliz cuando lo hago, ojalá aparecieran más personas en esta artesanía´´.
Colchandera Vanesa Montecinos (30 años)

### Sustentabilidad económica y transmisión del conocimiento.
´Es sacrificado, realmente no es muy rentable, pero ya estamos en esto y hay que ponerle empeño nada más, ya que la temporada de venta es de seis meses, solo en el verano, después hay que dedicarse a las labores agrícolas´´. Destaca también las problemáticas económicas para la comercialización de las artesanías, lo que va en desmedro de la renovación generacional de artesanos y artesanas "A veces las ventas se estancan, hay que viajar a Chillán a vender los trabajos, y la mayor preocupación es que la juventud no se interesa por realizar nuestro trabajo, prefieren quedarse en la ciudad porque consideran que la artesanía no es rentable´´.Chupallero Calelmo Toro (67 años) 
La Fundación Artesanías de Chile, que trabaja para preservar, valorar, fomentar y difundir la artesanía tradicional chilena, promoviendo la integración de artesanas y artesanos a procesos de desarrollo cultural y económico del país incluye dentro de su oferta artículos confeccionados con cuelchas.